# Andriej Krawczuk
Andriej Jurjewicz Krawczuk (ros. Андре́й Ю́рьевич Кравчу́к; ur. 13 kwietnia 1962) – rosyjski reżyser filmowy i scenarzysta.

## Wybrana filmografia
- 2005: Italianiec
- 2008: Admirał
- 2016: Wiking